# Radiojodtest
Der Radiojodtest ist die Prüfung der Schilddrüsenfunktion durch Gabe eines radioaktiven Jodisotops – in der Regel 131Jod oder 123Jod – und anschließender Radioaktivitätsmessung über der Schilddrüse.
Bis in die 1980er Jahre hinein waren Radiojodstudien zur Beurteilung der Stoffwechsellage der Schilddrüse üblich und das Standardverfahren zur Bestimmung der Sekretionsleistung. In der Diagnostik werden heute nur noch gelegentlich in Verbindung mit einer Schilddrüsenszintigraphie mit 123Jod auch Uptake-Messungen nach 4 bis 24 Stunden durchgeführt, um Erkrankungen mit hohem Joduptake (z. B. Morbus Basedow) von solchen mit niedriger Jodaufnahme (z. B. Thyroiditis) sicher unterscheiden zu können. In der Routine genügt dafür die einfache Messung des Uptake während der Szintigrafie mit Jod oder 99mTechnetium, verbunden mit hochgenauer Bestimmung der Schilddrüsenhormone im Blutserum.
Zur Vorbereitung einer Radiojodtherapie bei gutartigen Erkrankungen der Schilddrüse ist der Radiojodtest weiterhin üblich, um die für den individuellen Patienten notwendige Aktivität zu bestimmen. Meist werden ca. 5 MBq I-131 verabreicht und die Aufnahme in der Schilddrüse mit einer speziellen Sonde oder der Gammakamera nach bestimmten Zeitabständen gemessen. Aus den Messwerten können der gespeicherte Jodanteil in Prozent und dessen biologische Halbwertszeit abgeschätzt werden. Nach der sog. Marinelli-Formel kann nun die zur Therapie erforderliche Jodmenge berechnet werden (siehe Radiojodtherapie#Ermittlung der geeigneten Therapie-Aktivität).